# Ilex cauliflora
Ilex cauliflora är en järneksväxtart som beskrevs av Hsi Wen Li och Y.R. Li. Ilex cauliflora ingår i släktet järnekar, och familjen järneksväxter. Inga underarter finns listade i Catalogue of Life.